# Tachogenerator

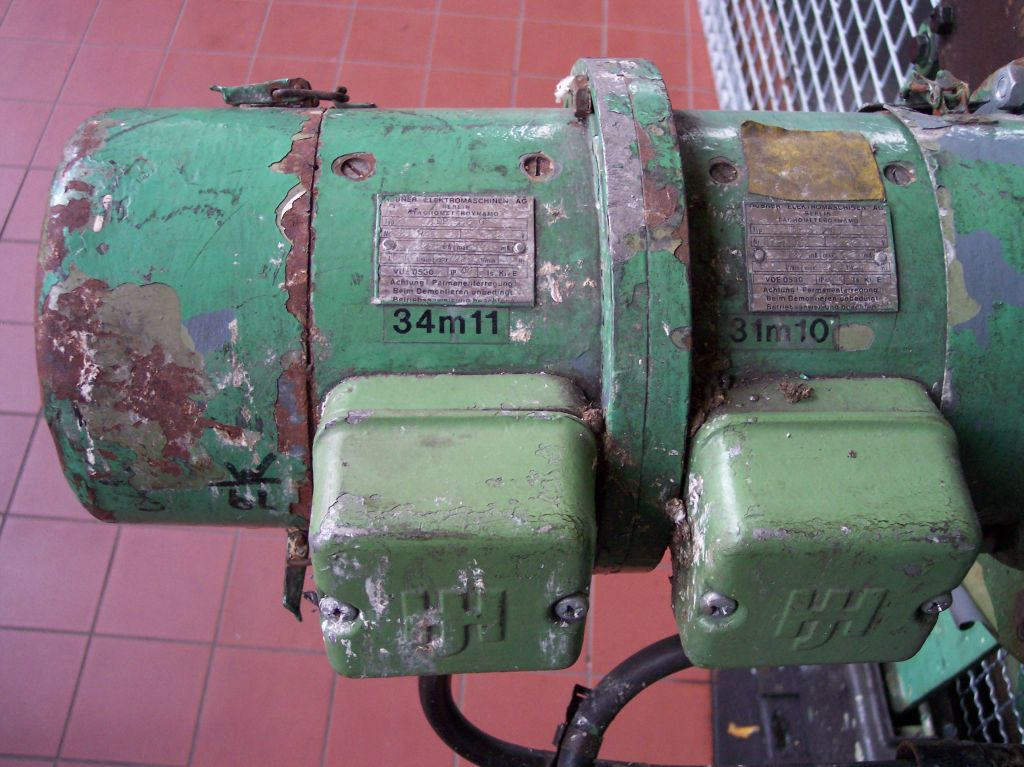
Doppeltachogenerator älterer Bauart

Ein Tachogenerator ist ein robuster elektrischer Generator zur Erfassung der Drehzahl von elektrischen und anderen rotierenden Maschinen, etwa drehzahlgeregelten Antrieben oder Motorenprüfständen. Tachogeneratoren waren als Drehzahlgeber sehr verbreitet, werden aber zunehmend durch preiswertere Inkrementalgeber ersetzt, die bis zum Stillstand arbeiten können.
Größter deutscher Hersteller von Tachogeneratoren ist die Firma Hübner in Berlin.

## Funktion
Tachogeneratoren liefern eine zur Drehzahl proportionale elektrische Spannung, die allerdings von der Stärke eines Permanentmagneten abhängt, die temperaturabhängig ist. Es kommen DC- oder AC-Generatoren zum Einsatz.

### Gleichspannungsgenerator
Bei Gleichspannungstachogeneratoren rotiert ein Anker mit der zu messenden Drehzahl n im Feld eines feststehenden Permanentmagneten. Der Anker wird aus Weicheisen gefertigt und trägt eine oder mehrere Spulen, deren induzierte Spannung über einen Kommutator gleichgerichtet abgegriffen wird. Bei mehreren Spulen ist das Signal glatter. Dem Vorteil des einfach zu nutzenden Gleichspannungssignals (bei Drehrichtungsumkehr ändert sich die Polarität) stehen ein Messfehler durch überlagerte kleine Kontaktspannungen und der Verschleiß des mechanischen Abgriffs gegenüber.

### Wechselspannungsgenerator
Hierbei wird entweder die Spule des Rotors über durchgehende Schleifringe kontaktiert oder der Permanentmagnet rotiert in der Spule. Die Wechselspannungsmessung ist robust gegen Kontaktspannungen. Zudem ist auch die Frequenz der Wechselspannung proportional zur Drehzahl. Deren Auswertung ist mit Digitaltechnik eher noch einfacher als die Messung der Spannung. Die Drehrichtung ist mit dieser Methode messbar, indem zwei zueinander phasenversetzte Signale erzeugt werden.

## Vor- und Nachteile
Hauptvorteil ist der robuste Aufbau und die einfache Verwendung. Eine Prüfung entfernt montierter, still stehender Geber auf Leitungsbruch ist ohne Zusatzschaltungen am Geber leicht möglich (“Durchklingeln”) und zur direkten Anzeige der Drehzahl über ein Drehspulinstrument ist bei Verwendung eines Tachogenerators nicht einmal eine gesonderte Energieversorgung nötig. Bei geringeren Anforderungen an die Dynamik (größte zu kleinster messbarer Drehzahl) ist das Signal robust – Tachogeneratoren können in der Regel mit einem Strom von 300 mA belastet werden. Ein erweiterter Einsatztemperaturbereich ist leicht realisierbar. Ein weiterer Vorteil ist, dass sie keine Kohlebürsten brauchen und somit langlebiger sind.
Der Drehzahlbereich von Tachogeneratoren reicht bis 12000 min−1. Sehr langsame Drehungen können nicht erfasst werden, dafür wurden ähnlich arbeitende Resolver eingesetzt. Abhängig von der maximalen Drehzahl sind Ausgangsspannungen von 5 bis 200 V/1000 min−1 gebräuchlich. Für eine hohe Dynamik muss man kleine Spannungen messen können oder hohe Spannungen zulassen (Explosionsschutz beachten).